# Bleicherhaus Lüttringhaus

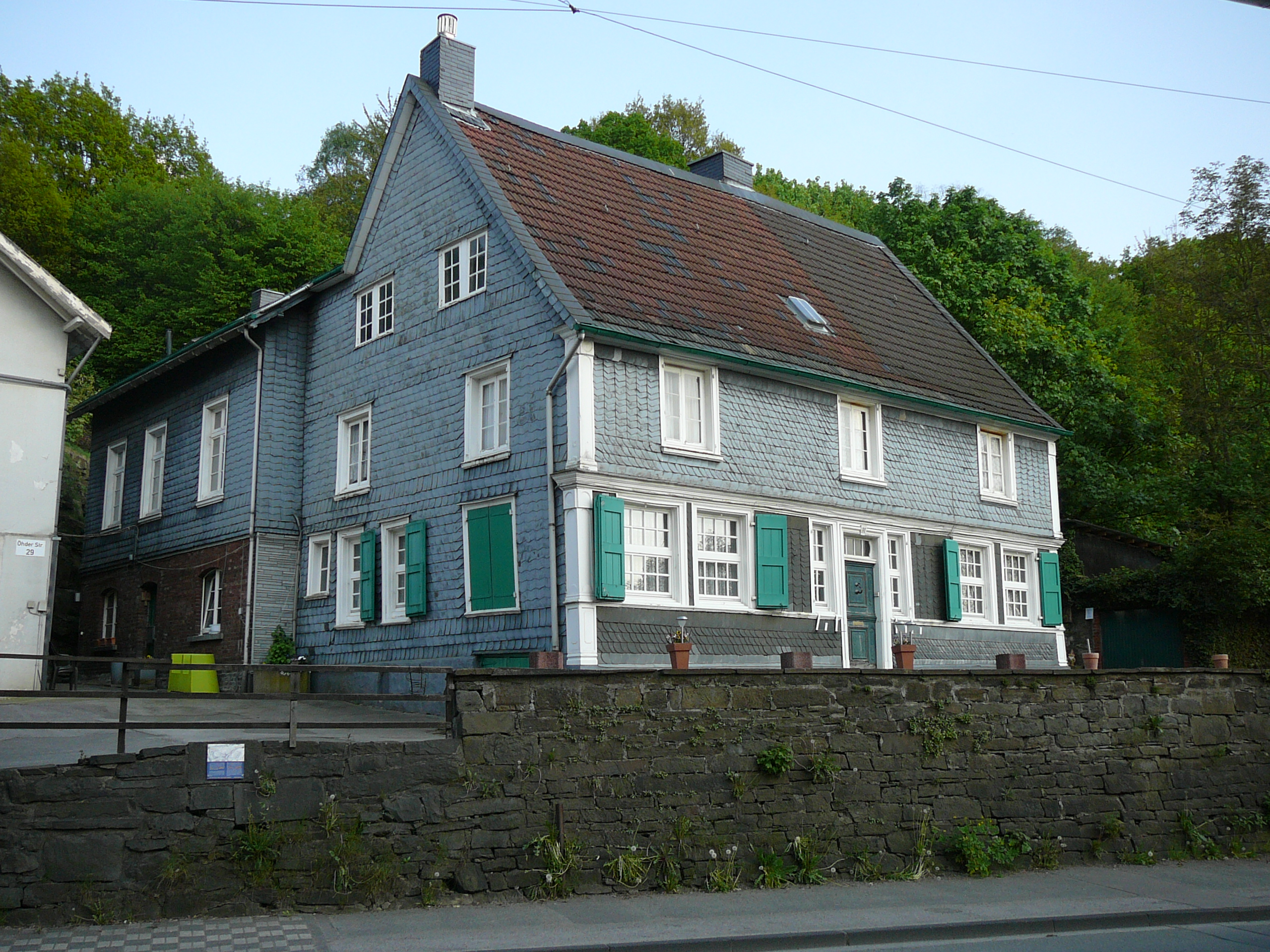
Das Bleicherhaus Lüttringhaus mit dem rückwärtigen Anbau

Das Bleicherhaus Lüttringhaus ist ein zweigeschossiges Wohnhaus mit der Anschrift Öhder Straße 31 im Wuppertaler Stadtbezirk Langerfeld-Beyenburg im Ortsteil Öhde. Das 1718 errichtete Bleicherhaus auf einem massiven Sockel in Fachwerkbauweise ist teilweise verschiefert und mit einem Satteldach überdeckt. Auf der Rückseite wurde es durch einen zweigeschossigen Anbau ergänzt, der 1904 erbaut wurde.
Die Fassade der Schauseite zur Straße wurde dreiachsig, mit der Hauseingangstür in der mittleren Achse, angelegt. Das Obergeschoss ist mit einem über die gesamte Breite der Fassade laufenden Gesims vom Erdgeschoss optisch abgetrennt. Die vorderen Ecken des Gebäudes sind geschossweise durch hölzerne Pilaster vorgeblendet.

## Geschichte
Nachdem die Blütezeit des Garnbleichens vorüber war, gründete Albert Lüttringhaus 1894 eine Fabrik für imitierte handgeklöppelte Spitzen. Zudem betrieb er in Barmen eine Maschinenfabrik für Flecht- und Klöppelmaschinen. Später stellte er seine Fabrik auf gewebte Gurte um. Das mehrstöckige Fabrikgebäude auf der gegenüberliegenden Straßenseite ist nicht mehr erhalten.
Am 11. November 1994 wurde das Haus als Baudenkmal in die Denkmalliste der Stadt Wuppertal eingetragen. Der Denkmalschutzumfang schließt nicht den rückwärtigen Anbau mit ein.